# 放手
〈放手〉是英國創作歌手吟遊詩人（本名麥可·羅森伯格）於2012年7月24日發行的歌曲，為他第四張專輯《微光滿天》的第二首單曲。歌曲由斯圖·拉森、喬治亞·穆尼、斯圖·杭特、卡梅倫·安迪和格倫·威爾遜伴唱，並由麥可和克里斯·瓦列霍執手製作。
這首歌屬於慢熱型歌曲，直至作品發行的隔年才陸續登上各國的音樂排行榜。歌曲最終取得商業上的成功，共打下全球21國/地區的排行榜冠軍，並在英國本土售出超過240萬份數位拷貝；在美國售出600萬份。
截至2021年8月，歌曲的音樂錄影帶於YouTube上的觀看次數已超過30億次，為該網站第25多。

## 背景與發行
吟遊詩人本名麥可·羅森伯格，正如他的藝名，他遊歷四海並以為人獻唱謀生。這首歌是羅森伯格一次於澳洲農村走唱時，在表演後台花了45分鐘寫下的。他表示當初在寫這首歌的狀態與平時並沒有任何不同，但那天靈感突然從他身上源源不絕的傾瀉而出，亦有種這首歌將非同小可的預感，最後他譜出了這首他自認琅琅上口且歌詞淒美的曲子。〈放手〉由麥可·羅森伯格獨自創作，於澳洲雪梨的線形錄音室完成錄製，製作部分則由他和克里斯·瓦列霍執手。這是首以指彈原聲吉他為底的民谣摇滚歌曲，以G大調演奏，速度為每分鐘75拍，而羅森伯格的人聲音域在D4和E5之間。歌曲主要由一段副歌帶動，它在整首歌裡總共重複了五次，起初是作為25秒前奏的接續，最後再以無伴奏形式由羅森伯格清唱著出場。除了原聲吉他，歌曲亦使用多種樂器伴奏，例如鋼琴、鼓、貝斯和小提琴，而吉他的移調夾夾在琴衍的第七品。
歌曲的歌詞呼應歌名，圍繞著「Only know you love her when you let her go（當放開她的手，你才明白你愛著她）」的概念展開，訴說在一段結束戀情後產生的悔悟，並感慨人們總是在失去某件事後才懂得珍惜；惟失意潦倒，才察覺過往的美好。在一次訪問中，羅森伯格稱歌詞對他來說有兩層涵義，「第一個是比較直白的，就是字面上『放手』與『忘掉她（前女友）』的意思，但我後來感覺背後還有個更大的意義存在，也就是人在視為理所當然的事物消逝前，往往不能及時發覺與了解他們。我相信這是大多數人都能感同身受的。」
2012年7月，歌曲作為羅森伯格第四張專輯《微光滿天》專輯第二支單曲於澳洲發行，而他在此期間僅透過開演唱會的方式來宣傳。後來一位住在荷蘭的粉絲戴夫寄送一封电子邮件給他，希望羅森伯格允許他嘗試將這首歌推薦給荷蘭的廣播電台播放。經羅森伯格同意後，歌曲被電台採納率先於荷蘭流傳開來，並成功在當地斬獲佳績，於荷蘭四十強單曲榜維持兩週的冠軍位置，接著在其後兩年間逐漸打入歐洲及美國的市場。
羅森伯格起初並沒有料想這首歌會成為他扭轉乾坤的成名曲，在此曲發行前，羅森伯格甚至沒有一首歌有在電台播出過。他對此稱歌曲「湊巧引起了人們的共鳴」，並將其成功歸功它的簡單明瞭：「一聽就知道是什麼意思，事實上我三四分鐘就能準確道出一個人的感受，但聽的人可能沒有想過，或者不知道怎麼用自己的言語表達。」除此之外，他也表示同是歌手身分的好友紅髮艾德在發行初為他代言及站台對他幫助很大。而他的前女友在歌曲走紅後也為他感到高興，並因為這首歌是關於她而感到自豪。

## 反響

### 商業成績
〈放手〉於2012年7月24日作為《微光滿天》專輯第二支單曲發行，起初歌曲在檯面上都不溫不火，直到在他的粉絲戴夫向荷蘭廣播電台舉薦下才發生了轉機。在荷蘭，歌曲於2012年10月22日那週被當代節奏電台NPO 3FM認定為將暢銷的單曲，隔週，歌曲在Radio 538電台再度成為關注焦點。到了11月，歌曲終在20日打入荷蘭百大單曲榜第42名，並於27日站上荷蘭四十強單曲榜第37名，隨後於12月初於兩榜相繼取得冠軍和季軍位置，而在百大單曲榜，歌曲更以在榜129週的成績打破普羅茲先生的〈Waves〉在榜126週的紀錄。
在荷蘭取得初步成功後，歌曲在2013–14年間陸續登頂澳洲、奧地利、比利時、捷克、丹麥等13個國家與地區的音樂排行榜冠軍，位列英國單曲排行榜第二名、美國《告示牌》百大單曲榜第五名，成為羅森伯格首支打入國際市場的單曲，亦連帶幫助他的《微光滿天》專輯排位晉升。截至2014年7月，這首歌在英國已售出超過100萬份數字拷貝，在美國則售出超過400萬份。這首歌成為英國2013年度第四暢銷單曲，還在14個國家/地區的音樂識別程式的排行榜上排名第一，因此Shazam預測這首歌將成為該年度的夏季國歌。2019年10月10日，歌曲在音樂串流平台Spotify上的播放總量突破了10億，成為該平台播放量第42多的歌曲。

### 評價
一些音樂評論網站認為歌曲旋律溫暖且悅耳，但歌詞缺乏獨創性。數碼間諜稱曲目本身就是一種柔和的民謠流行音樂，樂趣在於其簡單性。Contactmusic.com在滿分十分中給予這首歌七分的評價，稱這首歌就像大多數流行歌曲一樣，歌詞是重複和通用的，帶有與愛有關的簡單訊息，但正是這首歌如此吸引人和成功的原因。liveabout的比爾·蘭姆（Bill Lamb）稱讚歌曲優美怡人的編曲，及吟遊詩人柔弱的無伴奏獨唱。他還指歌曲的製作相當優美，增添一種歌詞搭不太上的深度感。

### 翻唱與流行文化
2014年，這首歌被百威當成廣告配樂在美國足球冠軍聯賽超级碗—丹佛野馬對決西雅圖海鷹期間播出。廣告中，一隻意志堅定的拉不拉多犬找到了與他的克莱兹代尔马朋友重聚的方法。

## 音樂錄影帶
歌曲的音樂錄影帶於2012年7月26日上傳至影音分享網站YouTube，由澳洲導演戴夫·詹森（Dave Jensen）和塔維奇（Tavic）負責執導拍攝，紀錄吟遊詩人和他的助手正為音樂會搭建舞台的過程，以及他們演奏歌曲時台下觀眾的反應。
截至2021年8月，錄影帶在YouTube上的觀看次數已超過30億次，成為該網站觀看次數第25多的影片。

## 獲獎與提名
| 年份 | 典禮             | 獎項                 | 結果 |
| ---- | ---------------- | -------------------- | ---- |
| 2013 | 美國獨立音樂獎   | 最佳民謠創作歌手     | 獲獎 |
| 2013 | 丹麥音樂獎       | 年度國際熱門歌曲     | 提名 |
| 2014 | 全英音樂獎       | 年度英國單曲         | 提名 |
| 2014 | 《告示牌》音樂獎 | 告示牌最佳搖滾榜單曲 | 提名 |
| 2014 | 世界音樂獎       | 全球最佳歌曲         | 提名 |
| 2014 | 世界音樂獎       | 全球最佳錄影帶       | 提名 |
| 2014 | 回声音乐奖       | 年度歌曲             | 提名 |
| 2014 | 艾弗·诺韦洛奖    | 最佳表演作品         | 獲獎 |

## 曲目清單
| 數位宣傳 | 數位宣傳   | 數位宣傳 |
| 曲序     | 曲目       | 时长     |
| -------- | ---------- | -------- |
| 1.       | Let Her Go | 4:13     |

| CD單曲 | CD單曲                      | CD單曲 |
| 曲序   | 曲目                        | 时长   |
| ------ | --------------------------- | ------ |
| 1.     | Let Her Go（Album Version） | 4:12   |
| 2.     | Let Her Go（Acoustic）      | 4:27   |

| 數位下載 | 數位下載                   | 數位下載 |
| 曲序     | 曲目                       | 时长     |
| -------- | -------------------------- | -------- |
| 1.       | Let Her Go                 | 4:13     |
| 2.       | Let Her Go（Acoustic）     | 4:27     |
| 3.       | Let Her Go（Live Version） | 4:05     |

## 榜單表現
| 榜單（2012–21年）                         | 峰值 |
| ----------------------------------------- | ---- |
| 澳大利亚（澳大利亚唱片业协会單曲榜）      | 1    |
| 奥地利（Ö3四十强单曲榜）                  | 1    |
| 比利时佛兰德（Ultratop五十强单曲榜）      | 1    |
| 比利时瓦隆（Ultratop五十强单曲榜）        | 11   |
| 加拿大（Canadian Hot 100）                | 5    |
| 捷克（電台百強單曲榜）                    | 1    |
| 捷克（百強數位單曲榜）                    | 22   |
| 丹麥（Hitlisten单曲榜）                   | 1    |
| 歐洲（《告示牌》Euro Digital Song Sales） | 2    |
| 芬兰（芬蘭官方單曲榜）                    | 1    |
| 法国（法國唱片出版業公會單曲榜）          | 6    |
| 德国（德國官方單曲榜）                    | 1    |
| 德國（德國熱播榜）                        | 1    |
| 希臘（《告示牌》數位歌曲榜）              | 1    |
| 全球（《告示牌》全球二百大單曲榜）        | 191  |
| 全球（《告示牌》美國除外全球單曲榜）      | 162  |
| 匈牙利（四十強單曲榜）                    | 18   |
| 愛爾蘭（愛爾蘭唱片音樂協會单曲榜）        | 1    |
| 以色列（媒体森林电台榜）                  | 2    |
| 意大利（意大利音乐产业联盟单曲榜）        | 1    |
| 黎巴嫩（黎巴嫩官方二十强榜）              | 3    |
| 盧森堡（《告示牌》數位歌曲榜）            | 1    |
| 墨西哥（《告示牌》英格爾斯電台榜）        | 1    |
| 荷兰（荷蘭四十強單曲榜）                  | 1    |
| 荷兰（百强单曲榜）                        | 2    |
| 新西兰（新西兰唱片音乐协会单曲榜）        | 1    |
| 挪威（世道單曲榜）                        | 1    |
| 波蘭（波蘭百大電台榜）                    | 4    |
| 葡萄牙（《告示牌》數位歌曲榜）            | 4    |
| 羅馬尼亞（羅馬尼亞電台榜）                | 1    |
| 羅馬尼亞（羅馬尼亞電視電台榜）            | 1    |
| 蘇格蘭（官方榜单公司單曲榜）              | 2    |
| 斯洛伐克（電台百強單曲榜）                | 2    |
| 斯洛伐克（百強數位單曲榜）                | 51   |
| 斯洛維尼亞（斯洛維尼亞五十強榜單）        | 5    |
| 南非（非洲娛樂監測单曲榜）                | 5    |
| 西班牙（西班牙音樂製作協會）              | 3    |
| 瑞典（瑞典最熱榜）                        | 1    |
| 瑞士（瑞士热门音乐榜）                    | 1    |
| 英國（官方榜单公司單曲榜）                | 2    |
| 英國（官方榜单公司獨立榜）                | 1    |
| 美国（《告示牌》百大單曲榜）              | 5    |
| 美國（《告示牌》Hot Rock Songs）          | 1    |
| 美國（《告示牌》Rock Airplay）            | 33   |
| 美國（《告示牌》成人當代單曲榜）          | 1    |
| 美國（《告示牌》Adult Pop Airplay）       | 1    |
| 美國（《告示牌》Pop Airplay）             | 8    |
| 委內瑞拉（唱片報告流行搖滾總榜）          | 1    |

| 榜單（2012年）                     | 峰值 |
| ---------------------------------- | ---- |
| 比利時法蘭德斯（Ultratop榜）       | 44   |
| 荷蘭（荷蘭四十強單曲榜）           | 57   |
| 荷蘭（荷蘭百大單曲榜）             | 16   |
| 榜單（2013年）                     | 峰值 |
| 澳洲（澳洲唱片業協會榜）           | 3    |
| 奧地利（Ö3四十大單曲榜）           | 4    |
| 比利時法蘭德斯（Ultratop榜）       | 12   |
| 比利時瓦隆（Ultratop榜）           | 25   |
| 加拿大（加拿大百強單曲榜）         | 61   |
| 法國（法國唱片出版業公會）         | 23   |
| 德國（媒體控制榜）                 | 5    |
| 以色列（媒體森林國際歌曲榜）       | 5    |
| 義大利（義大利音樂產業聯盟）       | 20   |
| 荷蘭（荷蘭四十強單曲榜）           | 30   |
| 荷蘭（荷蘭百大單曲榜）             | 23   |
| 紐西蘭（紐西蘭唱片音樂協會）       | 6    |
| 斯洛維尼亞（斯洛維尼亞五十強榜單） | 6    |
| 西班牙（西班牙音樂製作協會）       | 6    |
| 瑞典（瑞典最熱榜）                 | 2    |
| 瑞士（瑞士熱門音樂榜）             | 4    |
| 英國（官方榜單公司單曲榜）         | 4    |
| 美國（《告示牌》百大單曲榜）       | 97   |
| 美國（《告示牌》成人四十大單曲榜） | 32   |
| 美國（《告示牌》熱門搖滾歌曲榜）   | 16   |
| 榜單（2014年）                     | 峰值 |
| 比利時瓦隆（Ultratop榜）           | 88   |
| 加拿大（加拿大百強單曲榜）         | 20   |
| 法國（法國唱片出版業公會）         | 133  |
| 義大利（義大利音樂產業聯盟）       | 8    |
| 荷蘭（荷蘭百大單曲榜）             | 58   |
| 斯洛維尼亞（斯洛維尼亞五十強榜單） | 38   |
| 瑞典（瑞典最熱榜）                 | 55   |
| 瑞士（瑞士熱門音樂榜）             | 52   |
| 美國（《告示牌》百大單曲榜）       | 19   |
| 美國（《告示牌》熱門搖滾歌曲榜）   | 4    |
| 美國（《告示牌》當代成人單曲榜）   | 5    |
| 美國（《告示牌》成人四十大單曲榜） | 15   |
| 美國（《告示牌》主流四十大單曲榜） | 37   |
| 榜單（2015年）                     | 峰值 |
| 義大利（義大利音樂產業聯盟）       | 98   |
| 榜單（2016年）                     | 峰值 |
| 法國（法國唱片出版業公會）         | 173  |

| 榜單（2010–2019）                | 峰值 |
| -------------------------------- | ---- |
| 澳洲（澳洲唱片業協會榜）         | 9    |
| 德國（德國官方榜單）             | 26   |
| 英國（官方榜單公司單曲榜）       | 19   |
| 美國（《告示牌》熱門搖滾歌曲榜） | 32   |

| 榜單                             | 峰值 |
| -------------------------------- | ---- |
| 美國（《告示牌》成人流行歌曲榜） | 48   |
| 英國（官方榜單公司單曲榜）       | 80   |

## 銷量認證
| 地區                                                                       | 认证    | 认证单位/销量 |
| -------------------------------------------------------------------------- | ------- | ------------- |
| 澳大利亚（澳大利亚唱片业协会）                                             | 7× 白金 | 490,000^      |
| 奥地利（國際唱片業協會奧地利分會）                                         | 白金    | 30,000*       |
| 比利时（比利時唱片音樂協會）                                               | 2× 白金 | 60,000‡       |
| 加拿大（加拿大音乐协会）                                                   | 钻石    | 800,000‡      |
| 丹麦（國際唱片業協會丹麥分會）                                             | 白金    | 30,000^       |
| 芬兰（國際唱片業協會芬蘭分會）                                             | 金      | 5,057         |
| 法国（法國唱片出版業公會）                                                 | 金      | 75,000*       |
| 德国（聯邦音樂產業協會）                                                   | 白金    | 300,000^      |
| 意大利（意大利音乐产业联盟）                                               | 6× 白金 | 300,000‡      |
| 新西兰（新西兰唱片音乐协会）                                               | 2× 白金 | 30,000*       |
| 挪威（國際唱片業協會挪威分会）                                             | 2× 白金 | 20,000*       |
| 西班牙（西班牙音樂製作協會）                                               | 2× 白金 | 80,000‡       |
| 瑞典（瑞典唱片業協會）                                                     | 5× 白金 | 200,000‡      |
| 瑞士（國際唱片業協會瑞士分会）                                             | 3× 白金 | 90,000^       |
| 英国（英国唱片业协会）                                                     | 4× 白金 | 2,400,000‡    |
| 美国（美國唱片業協會）                                                     | 6× 白金 | 4,000,000     |
| 串流                                                                       |         |               |
| 丹麦（國際唱片業協會丹麥分會）                                             | 6× 白金 | 10,800,000†   |
| *僅含認證的實際銷量 ^僅含認證的出貨量 ‡僅含認證的+實際銷量 †僅含認證的銷量 |         |               |

## 發行歷史
| 地區   | 發行日期      | 格式         |
| ------ | ------------- | ------------ |
| 美國   | 2012年7月24日 | 數位下載     |
| 歐洲   | 2012年11月5日 | 數位下載     |
| 英國   | 2013年2月25日 | CD單曲       |
| 美國   | 2013年9月24日 | 當代流行電台 |
| 加拿大 | 2013年5月13日 | 當代流行電台 |

## 外部鏈結
- YouTube上的吟遊詩人 Passenger / 放手 Let Her Go (中字MV)
- YouTube上的Passenger | Let Her Go (Official Video)